# アレッサンドロ・フェルナンデス・グレゴリオ
アレックス (Alex) こと、アレシャンドロ・フェルナンデス・グレゴリオ（Alexandro Fernandes Gregório、1972年12月19日 - ）は、ブラジル・サンパウロ州サンパウロ出身のサッカー指導者。

## 経歴
コリンチャンスやポルトゥゲーザなどのGKコーチを歴任。2013年、シジマールの後任として柏レイソルのGKコーチに就任。練習初日から猛練習を行うなど、練習量・メニューの変革、充実を積極的に図った。2014年シーズン終了後、契約満了で退任した。
2015年、ヴィッセル神戸のGKコーチに就任した。

## 指導歴
- 1998年 - 1999年  オリンピアFC GKコーチ
- 1999年 - 2005年  SCコリンチャンス・パウリスタ GKコーチ
- 2005年 - 2006年  インテル・デ・リメイラ GKコーチ
- 2006年 - 2007年  アメリカFC GKコーチ
- 2007年  ウニオン GKコーチ
- 2007年  アル・ワスルFC GKコーチ
- 2008年  オリンピアFC GKコーチ
- 2008年 - 2009年  サンタクルスFC GKコーチ
- 2009年・2011年  サン・ジョゼ GKコーチ
- 2011年 - 2012年  アソシアソン・ポルトゥゲーザ・ジ・デスポルトス GKコーチ
- 2013年 - 2014年12月  柏レイソル GKコーチ
- 2015年 - 2023年1月 ヴィッセル神戸 GKコーチ